# 펄 시티

펄 시티(Pearl city)는 미국 하와이주 호놀룰루군에 있는 도시로 인구 조사 지정 구역으로 되어있다. 호놀룰루 시 서쪽에 있으며 남쪽으로 진주만을 마주보고 있다. 2010년 조사에 의하면 인구는 47698명이며 이 중 59.57%가 아시아계, 17.24%가 백인, 2.71%가 흑인이었다. 카폴레이와 호놀룰루 시내를 잇는 호놀룰루 경전철이 지나가게 될 곳들 중 하나다.

## 인구
| 인구조사                                                      | 인구   | Note | %±     |
| ------------------------------------------------------------- | ------ | ---- | ------ |
| 1970년                                                        | 19,552 |      | —      |
| 1980년                                                        | 42,575 |      | 117.8% |
| 1990년                                                        | 30,993 |      | −27.2% |
| 2000년                                                        | 30,976 |      | −0.1%  |
| 2010년                                                        | 47,698 |      | 54.0%  |
| U.S. Decennial Census 1790–1960 1900–1990 1990–2000 2010–2015 |        |      |        |